# آی‌ان‌اس وینش (کی۸۵)
آی‌ان‌اس وینش (کی۸۵) (به انگلیسی: INS Vinash (K85)) یک کشتی است که طول آن 38.6 meters می‌باشد.